# NGC 1071
NGC 1071 je galaksija u zviježđu Kit.

## Vanjske poveznice
- SEDS: NGC 1071